# Katepwa Point Provincial Park
Katepwa Point Provincial Park är en park i Kanada.   Den ligger i provinsen Saskatchewan, i den sydöstra delen av landet, 2 100 km väster om huvudstaden Ottawa. Katepwa Point Provincial Park ligger 475 meter över havet.
Terrängen runt Katepwa Point Provincial Park är huvudsakligen platt. Katepwa Point Provincial Park ligger nere i en dal. Trakten runt Katepwa Point Provincial Park är nära nog obefolkad, med mindre än två invånare per kvadratkilometer.. Närmaste större samhälle är Fort Qu'Appelle, 14,8 km nordväst om Katepwa Point Provincial Park.
Trakten runt Katepwa Point Provincial Park består till största delen av jordbruksmark.